# Charinus asturius
Charinus asturius es una especie de araña del género Charinus, familia Charinidae. Fue descrita científicamente por Pinto-da-Rocha, Machado and Weygoldt en 2002.
Habita en América del Sur. El macho holotipo mide 8,7 mm y las hembras 7,25 a 10,5 mm.